# ハダカの美奈子
『ハダカの美奈子』（ハダカのみなこ）は、タレント美奈子の自伝、ならびにそれを原作とした映画および漫画。

## 自伝
テレビ番組『痛快!ビッグダディ』（テレビ朝日系）で注目された美奈子が、ビッグダディと出会う前の知られざる壮絶な過去を自ら告白。番組では触れられず謎であった二人のなれ初めも初公開。ビッグダディと離婚する前の別居中の小豆島にて執筆した。
著書をベースにしたリメイクドラマが、タレントデビューする前の2013年6月7日に「中居正広の金曜日のスマたちへ・気になるオンナスペシャル」（TBS系）で放映された。

## 映画
2013年11月9日公開の日本映画、英名；Undressed MINAKO。美奈子が原作・キャスト。脚本・監督は森岡利行、チャンスイン配給、『ハダカの美奈子』製作委員会。PG-12指定。
自叙伝「ハダカの美奈子」を原作品にしたフィクション映画。ビッグダディとの離婚から10年後の美奈子と6名の子供たちを描いたもので、美奈子の回顧録として原作品のシーンが挿入されている。
PG12版のロードショーは、2013年11月9日から11月29日までの3週間行われた（11月30日・12月1日限定公開のシネマート心斎橋を除く）。
また、R-18指定版の『ハダカの美奈子R-18』が再編集されて、2014年2月8日シネマート六本木にて限定ロードショーされた。DVDレンタル向けにR-15指定版も制作されており、計3バージョンが存在する。

### あらすじ（映画版）
6人の子を持つ林田美奈子は、次女・キララ、三女・ライム、四女・ヒスイ、五女・レントを育てながら、介護職員として働いていた。長男・シオンと長女・ノエルは既に美奈子の家を出て、それぞれ社会人として一人暮らしを送っていた。10年前、美奈子は夫・キヨシと離婚しており、キララは離れて暮らす父に手紙で自分たちの近況を報告する。
しかしある日ライムが学校でいじめられていることが判明したことで、美奈子は高校時代のことを思い出す。当時家で父親から日常的に暴力を振るわれていた美奈子は不良になるが、ある日母から学校を辞めていいと言われて学校を辞めた過去があった。美奈子は、ライムに「今が嫌なら逃げたっていい。また一からやり直せばいい」と助言する。
そんな中、東京でタレント活動していたノエルが「恋愛禁止なのに事務所に交際が見つかって活動休止になった」と突然実家に戻ってくる。ノエルから妊娠3か月で子供を生むかどうか悩んでいることを打ち明けられた美奈子は、若気の至りで安易に結婚・出産した過去を思い返す。一家で食卓を囲んでいた美奈子の携帯電話宛にシオンから、「3日後に恋人と結婚するけど気にしないで」との報告メールが届く。娘たちの提案で美奈子たちは当日シオンを驚かせるため、泊りがけで彼の結婚式に行くことに。
美奈子たちはレンタカーで現地に向かうが、その道中ライムのスマホにLINEアプリでいじめ加害者から悪口が届く。少し休憩することにした美奈子は車を停め、ライムに「生きていくと周りから何かと言われることもある」と助言する。宿泊先で美奈子は、キララが林田家の今後の生活が心配で大学進学を諦めようとしていることに気づく。キララに余計な心配をかけたくない美奈子は、「子どもたちのことは私が何とかする」と大学に進学するよう説得する。
シオンが暮らす牧場にたどり着いた美奈子たちは、久しぶりの再会と息子の婚約者との初対面を喜ぶ。翌日シオンの結婚式に参列した美奈子は、息子からスピーチで今まで育ててきたことを感謝される。新郎新婦や参列者が立食パーティーを楽しむ中、美奈子はキヨシと電話でシオンの結婚を報告する。シオン家族の幸せな様子やこれまでの美奈子のことを思い返したノエルは、子供を生むことを決める。
その後美奈子は、両親との生活を思い浮かべ、両親ともっと話をすれば良かったと後悔の念が押し寄せる。一家で自宅へ戻る車中、キララがまだ大学進学に踏ん切りがつかず、業を煮やした美奈子は車を道路脇に停める。心を鬼にした美奈子はキララに、空き家となった弟のマンションの部屋の鍵を渡し、「今日から一人暮らししなさい！」と強引にキララをその場に置き去りにして車を発進させる。
そのまま車を走らせる美奈子だが、海沿いに差し掛かった所で突然寂しさが押し寄せ、広場に車を停めて浜辺に座り込む。そんな美奈子にノエルは、「私たち、お母さんのもとに生まれて良かったよ」と告げて、姉妹たちで母に体を寄せ合う。その後ノエルたちは夕日に照らされながら波打ち際ではしゃぎ、元気を取り戻した美奈子も娘たちと一緒に戯れるのだった。

### キャスト
林田 美奈子
演 - 中島知子（主演）
家族からは、「ミナ」と呼ばれている。シングルマザーとして4人の子どもを育てながら、介護施設で主任として忙しく働いている。元気で朗らかな性格で面倒見が良く、子どもたちや職場の同僚の相談事に乗って助言をするなどしている。シオンからは、「ちょっぴりお茶目で気が強くて頑張り屋で子供が見ていてハラハラすることもある」と評されている。小豆島で暮らしていた約10年前に、当時夫だったキヨシとテレビに出たことがあり、「ビッグマミィ」として一時世間で有名になった。作中では現在でも時々出会った人から、「テレビで見たことがある」などと言われている。車の免許は持っているようだが、今は車を買うほどのお金はないため介護施設までは自転車で通っている。背中には、「子どもたちをしっかり育てていく覚悟の証」として、タトゥーが彫ってある。映画「極妻」シリーズが好き。
林田 美奈子（15歳～28歳）
演 - 階戸瑠李
10代の頃、家の門限を1分でも過ぎたり、家の掃除などがしっかりできないと父から暴力を振るわれており、腕などにあざができていた。高校生の頃に不良仲間に誘われて自らも不良になってロングスカートを履いたり金髪にした。その後不良っぽい若者との交際を経て結婚・出産したが、生活費に苦労する日々を送った。
シオン（長男）
演 - 菅谷哲也
美奈子の家で暮らしていたが5年前に家出し、現在はカフェ付属の牧場らしき施設で馬の世話やカフェのウェイターなどをして忙しく働いている。家出以降、美奈子にたまにメールを送ってくるが自宅には戻っていない。学生時代は勉強はできなかったが明るい性格もあって女性にモテており、数人の女性との恋愛経験がある。子供の頃から大家族で賑やかに幸せに過ごしてきたことから、結婚後はたくさんの子供を持つことが夢だった。結婚式を前に5年ぶりに美奈子たちと再会する。
ノエル（長女）
演 - 平嶋夏海
美奈子の家で暮らしていたがその後上京し、現在はバイト生活をしながらグラビアアイドルとして活動している。キララからは、「アイドルってそんな簡単になれないし、もしかして騙されてるのでは？」と思われている。物語の前半で自身の恋愛が発覚したことで芸能活動休止となり、実家に戻って来る。妊娠3か月の状態だが相手の男が働かず、自身も収入が少ないため子供を堕ろそうか悩んでいる。また、300万円の借金がある。シオンの結婚式に向かう間、林田家の生活や自身の妊娠を巡ってライムと口論になる。
キララ（次女）
演 - 冨手麻妙（幼少期：小松穂葉）
高校3年生。家族からは、「キラ」と呼ばれている。素直で家族想いな性格で、美奈子や妹たちを色々と気にかけている。母が忙しかったり妹が多いこともあって家事を手伝っている。美奈子からは大学進学を望まれ、本人も望んではいるが、進学すると今みたいに林田家の家事や妹の世話などができなくなるため、進路を決めかねている。
ライム（三女）
演 - 栗栖なつみ
高校1年生。家族からは、「ライ」と呼ばれている。最近は家族と一緒にいる時でもスマホをいじってばかりいる。おっちょこちょいなところがある。学校で数人の女子生徒から、制服をはさみで切られたり、トイレの個室にいる時に上から水をかけられるなどのいじめに遭っている。いじめによるストレスや反抗期もあって、日によって家族にイライラをぶつけたり、一転弱気になるなど情緒が安定していない。
ヒスイ（四女）
演 - 三好杏依
中学3年生。家族からは、「ヒー」と呼ばれている。思春期でライムとは年が近いこともあり、嫌味を言って小競り合いを起こすことがある。ライムが同級生からいじめられていることを知らなかったある日、破れた制服を見てからかったことでケンカになる。シオンの結婚式では、レントと2人で教会の鐘を鳴らし、新郎新婦が入場する前にドアを開ける役目を担当する。
レント（五女）
演 - 永島のん
小学5年生。キヨシとは小豆島で2年間一緒に暮らしたが、乳児だったため父の記憶はとんどない。まだ子供なため、家族との会話で時々意味がよく分からない言葉があると、姉たちに聞いたりしている。現在は、森永製菓のマスコットの「キョロちゃん」がお気に入り。
林田 キヨシ（ビッグダディ）
演 - 重松隆志
小豆島在住。前妻との離婚後の独身時代（10数年前）に接骨院で働きながら8人の子供を育てており、痛快!ビッグダディに出て話題になったことがある。その後とある飲み会で5人の子供を育てながら介護士をする女性・美奈子と知り合い、話が弾んだことからその後結婚した。10年前に美奈子との離婚からしばらくはシオン、ノエルと暮らしていたが、その後2人の子供が美奈子のもとで暮らすようになったたため、現在は一人で暮らしている。冒頭でキララから「こっちは忙しいながらも皆元気にやってます」との手紙をもらう。
松岡 由香里
演 - 美奈子（特別出演）
長男の婚約者。シオンと一緒に牧場で働きながら6人の子供を育てており、現在は7人目を妊娠中。シオンとの結婚式前日に美奈子が牧場にやって来ることを知り、家族との再会を前に涙を見せるシオンに助言する。いきなり自身が美奈子の前に現れることは控え、母たちと再会したシオンを離れた場所から優しく見守った後、林田母子と初対面する。
谷 シンゴ
美奈子の弟。本社が大阪にある会社の東京支社で働いている。交際相手との生活のためにローン50年で東京のマンションの部屋を購入したが、性格の不一致で別れた。物語の前半で栄転または左遷により地方に行くことになり、留守中の自宅マンションの鍵を美奈子に預ける。父から暴力を振るわれた経験の有無は不明だが、過去の父の葬儀では孤独死した父のことで母に文句を言った。
森山 作次郎
演 - 螢雪次朗
芸能活動休止となったノエルと共に、美奈子の家に訪れる。ノエルからは、「さくちゃん」と呼ばれている。20年間勤めた会社をリストラに遭い、以前からの趣味であるモデルガンの店を経営している。妻は既に亡くなっている。ノエルによると、「東京から戻る途中にヒッチハイクしたところ、作ちゃんが停まってくれて彼の車で家まで乗せてもらった」とのこと。林田家で夕食をごちそうになったところ、美奈子たちが「シオンの結婚式に行きたいけど家族分の交通費がない」と言い出し、彼女たちに頼まれて運転手を引き受ける。映画「幸福の黄色いハンカチ」が好きで、美奈子一家との食卓でクライマックスシーンを熱弁する。作中では、美奈子が宿泊先の女将から「テレビで見たことがある」と言われ、彼女を気遣って夫婦漫才師のフリをする。子育てについて悩む美奈子に助言する。
花子
演 - 村井美樹
運転手の娘。故人。バツイチで、離婚後は実家に戻って作次郎と2人で暮らしていた。作次郎からは内心「リストラや妻の死で気分が沈んでいた俺が、今まで生きてこられたのは娘のおかげ」と感謝されていた。ある日、自営業の店内にあったモデルガンの火薬の調合ミスによる爆発に巻き込まれて死んだ。
借金取り
演 - 中西良太
ヤミ金業者らしき男。300万円の借金があるノエルを探して美奈子の家までやって来て、ノエルに金を返すよう脅す。たまたま林田家に滞在中だった作次郎にノエルの加勢され、借金返済や取立てについて論理的に語られる。
滝口竜
演 - 石田政博
美奈子が若い頃に結婚していた元夫。医者の息子らしいが不真面目な性格でチンピラのような風貌をしており、ギャンブル好き。美奈子との間に4人の子供（シオンやノエルたちと思われる）ができた。美奈子との赤ん坊が生まれた後、稼ぎをギャンブルにつぎ込んで妻から生活費のことで文句を言われたため、逆ギレして暴力を振るう。
美奈子の同僚（さなえ）
演 - 森田亜紀
介護施設の事務室では、美奈子の隣の席に座っている。。離婚歴があり、旦那からは婚姻中に物を投げられるなどしていた。働きながら男の子を育てている。最近は仕事で意図せず利用者の“つねこ”の機嫌を損ねることが何度かあり、「自分はこの仕事に向いていないのでは？」と悩んでいる
不良少女（ユキ）
演 - 住吉真理子
美奈子の高校時代の友人。自身を含めた不良女子生徒5人とつるんでいたが、ある日美奈子に「友だちになろう」と声をかけ、以後親しくしていた。
美奈子の友人
演 - 尻無浜冴美、長澤佑香
？
演 - 宮田亜紀

### 音楽
- 主題歌 「ひかり」- Raychell[2]
  - MV（DVD）では美奈子と五女も共演
- 挿入歌 「FLY」- Raychell

## 関連商品

### 書籍
- 自叙伝「ハダカの美奈子」（講談社、2013年5月2日、ISBN 978-4-06-352839-8）
- 小説版「ハダカの美奈子」（美奈子・森岡利行共著、竹書房文庫、2013年10月24日、ISBN 978-4-8124-9759-3）

### コミック
- マンガ「コミック ハダカの美奈子」（『ヤングチャンピオン』（秋田書店）2013年10月No.21・No.22で連載。漫画は国広あづさ）
- マンガ「コミック ハダカの美奈子」（単行本、2013年11月8日、ISBN 978-4-253-10272-8）

### ソフト
- ビデオ「ハダカの美奈子　R-18」（Blu-ray版・DVD版、角川書店、2014年3月28日）